# Fellow-traveller
De benaming fellow-traveller (van het Russische попутчик; popoettsjik; "medereiziger" of "meeloper") werd gebruikt voor personen die weliswaar geen lid waren van een communistische partij, maar het communisme wel onderschreven. De term betekent letterlijk "medereiziger" (in het communisme). De Fransen gebruikten de term compagnon de route. Tot deze groep behoorden veel intellectuelen die in het communisme een weg zagen naar een betere samenleving en de communistische zaak in woord en geschrift ondersteunden. De term werd met name gebruikt onder Stalin tussen begin jaren dertig en begin jaren vijftig. Het begrip verkreeg bekendheid door Leon Trotski's boek Literatuur en Revolutie uit 1924, waar in hoofdstuk 2 van de Engelse versie "The Literary 'Fellow-Travellers' of the Revolution" wordt genoemd. Dit werk werd pas in 1982 naar het Nederlands vertaald.
Tijdens de Koude Oorlog werd de term ook in het Westen gebruikt voor intellectuelen die ervan beschuldigd werden de "geestelijke weerbaarheid" van de democratische samenlevingen schade toe te brengen door te sympathiseren met de Sovjet-Unie of een van haar satellietstaten zonder lid te zijn van een communistische partij. Zij berichtten meestal eenzijdig positief over de toestanden in de Sovjet-Unie, China en het Oostblok en waren bewust of onbewust blind voor de gebreken en problemen die daar aan te treffen waren. Soms duiden zij zich ook zelf aan met 'fellow-traveller', zoals Jean Paul Sartre.